# Lysmata boggessi
Espèce
Lysmata boggessi est une espèce de crevettes d'eau salée du groupe wurdemanni (famille des Hippolytidae). On la trouve dans les eaux peu profondes de l'Océan Atlantique, et elle se distingue des autres espèces du genre Lysmata  par son motif de coloration.

## Systématique
L'espèce Lysmata boggessi a été décrite en 2006 par Andrew L. Rhyne (d) et Junda Lin (d) (?-2016).

## Répartition
L'espèce Lysmata boggessi se rencontre dans le Sud et l'Ouest de la Floride et pourrait également être présente aux Caraïbes.

## Étymologie
Son épithète spécifique, boggessi, lui a été donnée en l'honneur de Ronnie Gene Boggess, un pêcheur professionnel de Marathon dans le comté de Monroe en Floride qui avait collecté cette espèce pour le commerce aquariophile.

## Écologie et comportement

### Alimentation
Lysmata boggessi se nourrit de divers végétaux et débris de végétaux, ainsi que de nourriture carnée morte. Elle a la particularité, bien connu des aquariophiles, de se nourrir des anémones Aiptasia sp considérées comme envahissantes et néfastes en aquarium.

### Reproduction
Les Lysmata boggessi sont hermaphrodites. Une paire de crevettes de cette espèce suffit à obtenir des larves. En captivité, les larves passent par différents stades, occasionnant une mue à chaque passage de stade. La nourriture et la qualité de l'eau sont primordiales lors de cette phase larvaire. La forme adulte (1,5 cm environ) apparait au bout de 18 jours minium en captivité. La maturité sexuelle apparait quelques semaines après la naissance. À 2 mois, les jeunes crevettes sont capables de se reproduire à leur tour.

## Publication originale
- (en) Andrew L. Rhyne et Junda Lin, « A western Atlantic peppermint shrimp complex: redescription of Lysmata wurdemanni, description of four new species, and remarks on Lysmata rathbunae (Crustacea: Decapoda: Hippolytidae) », Bulletin of Marine Science, École Rosenstiel des sciences marines et atmosphériques (d), vol. 79, no 1,‎ 1er juillet 2006, p. 165-204 (ISSN 1553-6955 et 0007-4977, OCLC 297220873, lire en ligne).